# Порт-Локо
Порт-Локо (англ. Port Loko) — город на северо-западе Сьерра-Леоне, на территории Северной провинции. Административный центр одноимённого округа.

## Географическое положение
Город находится в юго-западной части провинции, на правом берегу реки Банкасока, в месте впадения в неё реки Камаранка, на расстоянии приблизительно 53 километров к северо-востоку от столицы страны Фритауна. Абсолютная высота — 45 метра над уровнем моря.

## Население
По данным переписи 1985 года численность населения города составляла 15 248 человек.
Динамика численности населения города по годам:
| 1963  | 1974   | 1985   | 2012   |
| ----- | ------ | ------ | ------ |
| 5 809 | 10 500 | 15 248 | 23 461 |

В этническом составе населения преобладают представители народности темне. Языками общения служат темне и крио.

## Транспорт
Ближайший аэропорт расположен в городе Фритаун.